# Dziesięciu Murzynków (piosenka)

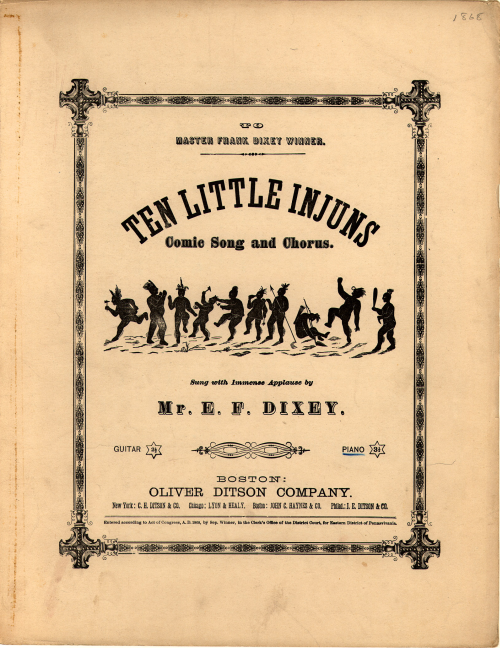
Ilustracja Ten Little Injuns z 1868

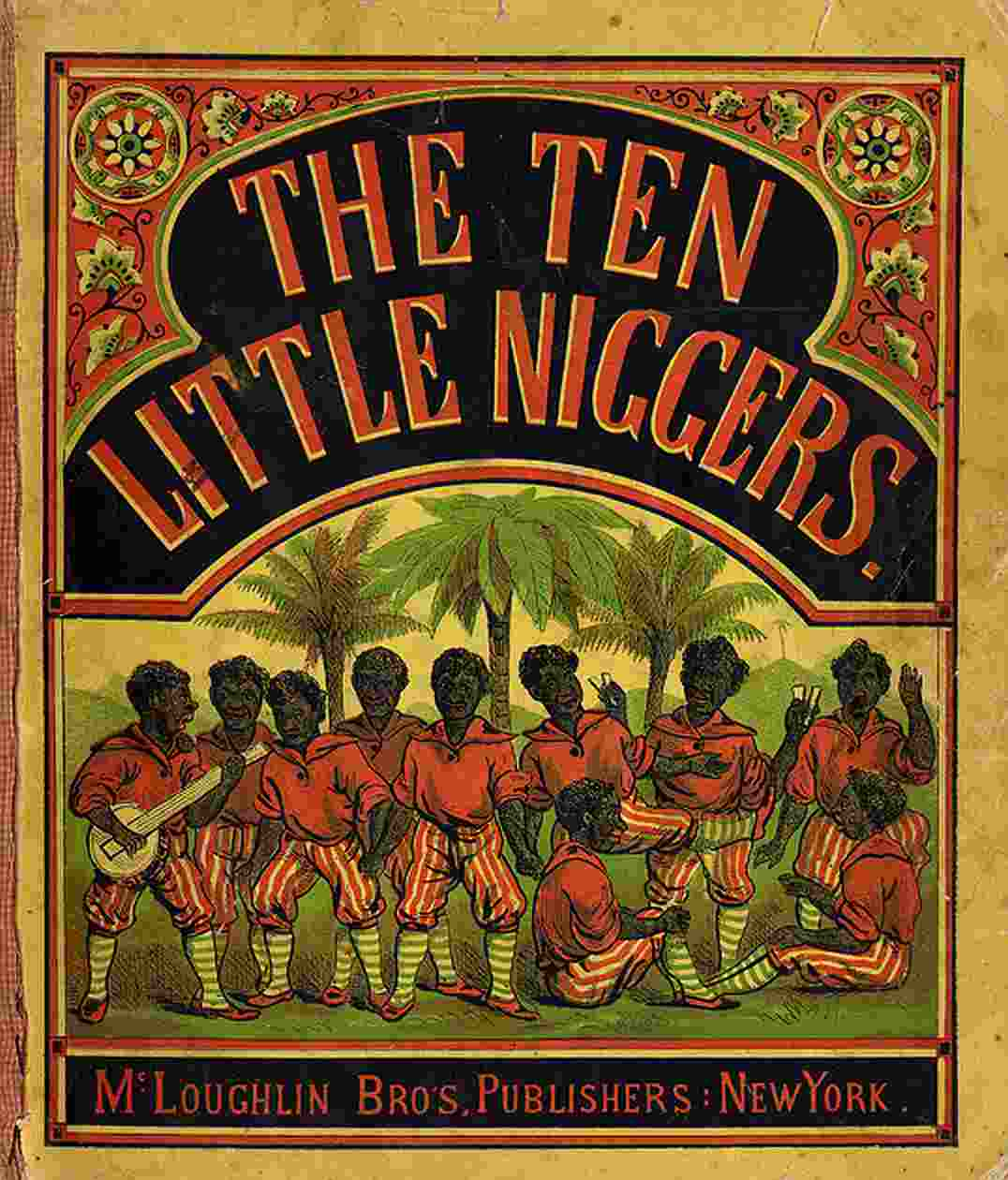
Ten Little Niggers - ilustracja autorstwa Franka J. Greena z 1869 r.

Dziesięciu Murzynków (także Dziesięciu Żołnierzyków, Dziesięciu Indian) – rymowana piosenka dla dzieci z 1869 r. autorstwa Franka J. Greena oparta na amerykańskim utworze Ten Little Injuns (ang. Dziesięciu Małych Indian) autorstwa Septimusa Winnera z 1868 roku. Piosenka stała się motywem przewodnim powieści Agathy Christie o tym samym tytule.
Tekst piosenki istnieje w wielu różnych wersjach, nie zawsze występują w nim Murzynki, są one zastąpione np. przez Indian lub Żołnierzyków. Określenie Nigger (ang. murzyn, czarnuch), które występuje w oryginale, jest uważane za obraźliwe i rasistowskie, a rymowanka w oryginalnej formie jest niepoprawna politycznie. Ponadto istnieje kilka alternatywnych zakończeń, według najpopularniejszego giną co do jednego, w innych kończy się małżeństwem dwóch ostatnich bohaterów lub wszystkie odnajdują się żywe i kończą ponownie  w dziesiątkę.

## Historia
Piosenka Dziesięciu Murzynków powstała na podstawie innej rymowanki dla dzieci pt. Ten Little Injuns autorstwa Septimusa Winnera z 1868 roku. Słowo Injuns jest zniekształceniem angielskiego słowa Indians oznaczającego Indian. 
Wkrótce potem, najprawdopodobniej w 1869 roku, Frank J. Green zmienił tekst piosenki wraz z tytułem na Dziesięciu Murzynków. Piosenka stała się popularnym punktem programu w amerykańskich minstrel-show, w których ukazywano stereotypy dotyczące białej oraz czarnej rasy. Ówcześnie popularna grupa Christy's Minstrels rozpropagowała tekst Dziesięciu Murzynków w Wielkiej Brytanii oraz na kontynencie europejskim, gdzie stał się on dość popularny.
Po zakończeniu wojny secesyjnej obie piosenki były od lat 70. XIX w. wydawane w postaci książeczek dla dzieci. W 1939 r. Agatha Christie wydała powieść zatytułowaną Dziesięciu Murzynków (Ten Little Niggers), w której motywem przewodnim i niejako mottem jest piosenka Franka J. Greena. Bohaterowie na odciętej od świata wyspie giną według porządku z rymowanki, a morderstwa zostają upozorowane w taki sposób, jak w piosence. Powieść ta, znana także jako I nie było już nikogo, jest jedną z najbardziej znanych powieści Agathy Christie i zajmuje 19. miejsce w rankingu 100 najlepszych kryminałów wszech czasów wg CWA. 

## Tekst
Najbardziej znane polskie tłumaczenie Dziesięciu Murzynków jest autorstwa Włodzimierza Lewika i zostało ono użyte także w polskim wydaniu powieści Agathy Christie.

### Wersja oryginalna Franka J. Greena[2][7]
Ten little nigger boys went out to dine; 

One choked his little self, and then there were nine. 
Nine little nigger boys sat up very late; 

One overslept himself, and then there were eight. 
Eight little nigger boys traveling in Devon; 

One said he'd stay there, and then there were seven. 
Seven little nigger boys chopping up sticks; 

One chopped himself in half, and then there were six. 
Six little nigger boys playing with a hive; 

A bumble-bee stung one, and then there were five.
	
Five little nigger boys going in for law; 

One got in chancery, and then there were four. 
Four little nigger boys going out to sea; 

A red herring swallowed one, and then there were three. 
Three little nigger boys walking in the zoo; 

A big bear hugged one, and then there were two. 
Two little nigger boys sitting in the sun; 

One got frizzled up, and then there was one. 
One little nigger boys living all alone; 

He got married, and then there were none.

## Melodia
Źródło:.